# 佐久間由衣
佐久間由衣（1995年3月10日—），日本女演員、模特兒，神奈川縣橫須賀市出生。2023年1月1日宣布與演員綾野剛結婚。

## 演藝經歷
2013年因在《ViVi》雜誌舉辦的2013年第8屆《Girls Award》秋冬展模特兒選拔賽中（ViVi専属Model Audition Grand Prix）獲得冠軍而出道。
在2017年5月號的《ViVi》雜誌中畢業。目前專心於演員之路前進。

## 戲劇演出

### 電影
- 《人狼遊戲2 野獸陣營》（2014年，AMG ENTERTAINMENT）：飾演 対馬瞳
- 《那一日的管風琴（日语：あの日のオルガン#映画）》（2019年2月22日，Mancy's Entertainment）：飾演 神田好子
- 劇場版《最终幻想XIV 光之父親》（2019年6月21日，GAGA）：飾演 里美[2]
- 《愛情不及格（日语：“隠れビッチ”やってました。）》（2019年12月6日，Kino Films）：飾演 荒井弘美
- 《屍人莊殺人事件》（2019年12月13日，東寶）：飾演 名張純江[3]
- 劇場版《殺意的道程（日语：劇場版 殺意の道程）》（2021年2月5日，WOWOW）：飾演 柚希
- 《永遠比那些笨蛋年輕（日语：君は永遠にそいつらより若い#映画）》；2021年9月17日，Atemo）：飾演 堀貝佐世
- 《我是千尋（日语：ちひろさん）》（2023年2月23日，Netflix）：飾演 仁美
- 《王者天下3：命運之炎》（2023年7月28日，東寶 / 日本索尼影視娛樂）：飾演 カイネ
- 《寬鬆世代又怎樣：INTERNATIONAL》（2023年10月13日，東寶）：飾演 山路的約會對象
- 《王者天下4：大將軍歸來》（2024年7月12日，東寶 / 日本索尼影視娛樂）：飾演 カイネ
- 《電影 Hey Handsome!!（日语：おいハンサム!!）》（2024年6月21日，東寶）：飾演 伊藤里香

### 電視劇
- 《Transit Girls》（2015年11月7日 - 12月26日，富士電視台）飾演 志田ゆい（主演）[4]。
- 《LOVE LOVE外星人（日语：ラブラブエイリアン#テレビドラマ）》第23集、第27集（2016年9月15日、9月22日，富士電視台） 飾演 井沢かや乃
- 《雛鳥》（2017年4月3日 - 9月30日，NHK）飾演 助川時子
- 《明日的約定》（2017年10月17日 - 12月19日，富士電視台）飾演 白井香澄
- 《越谷サイコー》（2018年2月28日，NHK BS Premium）飾演 浦井加奈子
- 《Signal 長期未解決事件搜查班》第2集～第4集（2018年4月17日 - 5月1日，富士電視台）飾演 北野綠
- 《世界奇妙物語 春之特別篇2018》（2018年5月12日，富士電視台）飾演 須藤由紀
- 《熱舞啦啦隊》（2018年7月13日 - 9月14日，TBS電視台）飾演 櫻沢麻子
- 《金裝律師SUITS》第6集（2018年11月12日，富士電視台）飾演 藤原華名
- 《時空偵探阿由 ～大江戶科學搜査～（日语：時空探偵おゆう 大江戸科学捜査）》（2019年7月5日 - 8月23日，關西電視台）飾演 關口優佳（阿由）
- 《TOP LEAGUE（日语：トップリーグ (小説)）》（2019年10月5日 - 11月9日，WOWOW）飾演 大畑康惠
- 《Nippon Noir 刑警Y的反叛（日语：ニッポンノワール-刑事Yの反乱-）》（2019年10月13日 - 12月15日，日本電視台）飾演 本城芹奈
- 《黑蜥蜴 ～BLACK LIZARD～（日语：黒蜥蜴-BLACK LIZARD-）》（2019年12月29日，NHK BS Premium / 2020年2月8日，NHK BS4K）飾演 小林芳雄
- 《教場》（2020年1月5日，朝日電視台）飾演 新生
- 《看到他們就會明白（日语：彼らを見ればわかること）》（2020年1月11日 - 02月29日，WOWOW）飾演 富澤真由
- 《未解決之女2 ～警視廳文書捜査官～（日语：未解決の女 警視庁文書捜査官）》第5集（2020年9月3日，朝日電視台）飾演 草加美里
- 《殺意的道程（日语：殺意の道程）》（2020年11月10日 - 12月22日，WOWOW）飾演 ゆずき（柚希）
- 《監察醫 朝顏》第二季 第3集（2020年11月16日，富士電視台）飾演 吉野佳奈
- 《教場II》（2021年1月4日 - 1月5日，富士電視台）飾演 佐久野美優
- 《繭居老師（日语：ひきこもり先生）》（2021年6月12日 - 7月10日，NHK）飾演 深野祥子
- 《她很漂亮》（2021年7月6日 - 9月14日，關西電視台）飾演 桐山梨沙
- 《奧莉佛是狗，（天哪！！）這傢伙》（2021年9月17日 - 10月1日，NHK）飾演 関根ミラ
- 《最愛》(2021年10月15日 - 12月17日，TBS電視台）飾演  桑田仁美
- 《Hey Handsome!!》（2022年1月8日 - 2月26日，東海電視台）飾演 伊藤里香
- 《擅入寄居者》第二季（2022年4月15日 - 5月20日，WOWOW）飾演 ROBO
- 《初戀的惡魔》（2022年7月16日 - 9月24日，日本電視台）飾演 服部渚
- 《奧莉佛是狗，（天哪！！）這傢伙》第二季（2022年9月20日 - 10月4日，NHK）飾演 関根ミラ
- 《繭居老師》第二季（2022年12月17日・24日，NHK）飾演 深野祥子
- 《爛漫》（2023年4月17日 - 9月29日，NHK）飾演 槙野陵
- 《Hey Handsome!!》第2季（2024年4月6日 - 5月25日，東海電視台）飾演 伊藤里香

## 廣播節目
- 2016年7月10日  TOKYO FM/JFN38《スカパー！日曜シネマテーク》
- 2015年12月11日 J-WAVE《CITIZEN GIRLS SPECIAL》

## 廣告代言
- 日本可口可樂「2014 FIFAワールドカップ」（2014年）[5]
- アクエリアス ビタミン「ZINGY LEMON」編（2016年）[6]
- リクルート「ゼクシィ」（2017年）[7]
- 「私は、あなたと結婚したいのです」風船編（2017年4月21日 - ）[8]
- 「私は、あなたと結婚したいのです」噴水編（2017年8月22日 - ）[9]
- コーエン「coen」CM（2018年3月16日 - ）
- JINRO（ジンロ） （页面存档备份，存于） CM 「クッ♪」編（2020年10月29日 - ）
- JINRO（ジンロ） （页面存档备份，存于） CM（2021年6月7日 - ）
- JINRO（ジンロ） 公式チャンネル （页面存档备份，存于） CM「恋スル！チャミスル」編（2021年12月16日 - ）
- JINS （页面存档备份，存于）新CM（2022年3月10日 - ）

## 展演活動（時裝秀）
- 2013年 《ViVi Night》 ViVi Night 2013 Autumn/Winter
- 2013年 《GirlsAward》 2013 Autumn/Winter
- 2013年 《SHIMA HAIR》 SHIMA HAIR SHOW
- 2014年 《FASHION AWARD》 FASHION AWARD 2014 supported by UR CLUB
- 2014年 《a-nationシンガポール》 2014 a-nation Singapore
- 2014年 《ViVi Night》 ViVi Night 2014 Autumn/Winter
- 2014年 《GirlsAward》 2014 Autumn/Winter
- 2014年 《Tokyo Girls Collection》 2014 Autumn/Winter
- 2014年 《ViVi Night》 ViVi Night 2014 Spring/Summer
- 2014年 《GirlsAward》 2014 Spring/Summer
- 2014年 《Tokyo Girls Collection》 2014 Spring/Summer
- 2015年 《ViVi Night》 ViVi Night 2015 Autumn/Winter
- 2015年 《KANSAI COLLECTION》 2015 Autumn/Winter
- 2015年 《GirlsAward》 2015 Autumn/Winter
- 2015年 《Tokyo Girls Collection》 2015 Autumn/Winter
- 2015年 《JFW(JAPAN CREATION PIGGY`S SPECIAL)》 2015 Spring/Summer
- 2015年 《ViVi Night》 ViVi Night 2015 Spring/Summer
- 2015年 《KANSAI COLLECTION》 2015 Spring/Summer
- 2015年 《GirlsAward》 2015 Spring/Summer
- 2015年 《Tokyo Girls Collection》 2015 Spring/Summer
- 2016年 《KANSAI COLLECTION》 2016 Autumn/Winter
- 2016年 《KOBE COLLECTION》 2016 Autumn/Winter
- 2016年 《ViVi Night》 ViVi Night 2016 TOKYO HALLOWEEN PART
- 2016年 《ViVi Night》 ViVi Night 2016 Autumn/Winter
- 2016年 《GirlsAward》 2016 Autumn/Winter
- 2016年 《Tokyo Girls Collection》 2016 Autumn/Winter
- 2016年 《JFW(JAPAN CREATION PIGGY`S SPECIAL)》 2016 Spring/Summer
- 2016年 《ViVi Night》 ViVi Night 2016 Spring/Summer
- 2016年 《KOBE COLLECTION》 2016 Spring/Summer
- 2016年 《福岡アジアコレクション》 2016 FACo( FUKUOKA ASIA COLLECTION )
- 2016年 《KANSAI COLLECTION》 2016 Spring/Summer
- 2016年 《GirlsAward》 2016 Spring/Summer
- 2016年 《Tokyo Girls Collection》 2016 Spring/Summer

## 品牌目錄
- PAL'LAS PALACE
- SHEL'TTER
- GYDA
- x-girl
- PEACH JOHN
- GU LOOK BOOK
- 3rd by VANQUISH
- WEGO
- BAPE
- FLOVE
- DAMMY 3rd collection
- PUNYUS 2014SS
- NISSEN Slattgir
- オンディーヌ
- ふりそでMODE

## 獎項
| 年份 | 頒獎典禮                 | 獎項       | 作品           | 結果 |
| 2017 | 第10回CONFiDENCE日劇大獎 | 最佳新人獎 | 《明日的約定》 | 獲獎 |